# OMNY
OMNY（オムニー、One Metro New Yorkの頭字語）はニューヨーク都市圏の公共交通機関で利用可能な非接触型決済システムである。従来使用されていた磁気ストライプ式プリペイドカードのメトロカードを置き換える目的で開発され、2023年までに全ての交通機関に導入しメトロカードを完全に置き換える予定である。2022年6月現在ではニューヨーク市地下鉄、スタテンアイランド鉄道、MTAバスでのみ利用可能であるが、メトロカードで利用可能なPATHやビー-ラインバス、ナッソー・インター-カウンティ・エクスプレス、ルーズベルト・アイランド・トラムウェイなどの交通機関や、メトロカードでは利用できなかったロングアイランド鉄道とメトロノース鉄道にも導入される予定である。

## 開発前

### 従来の運賃決済方法

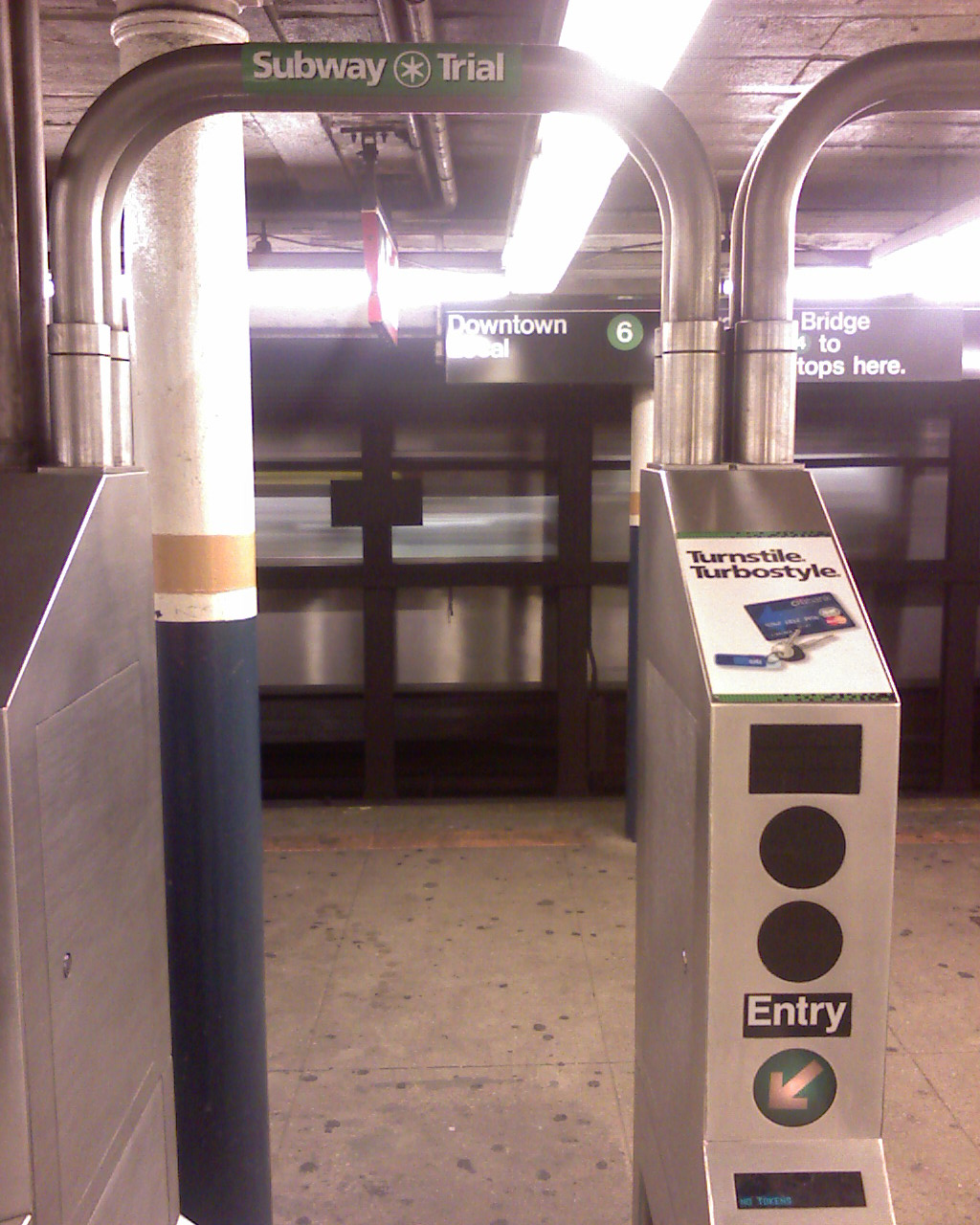
2007年のIRTレキシントン・アベニュー線での非接触型決済システム試験で用いられた対応改札機。

1950年代より地下鉄及びMTAバスの乗車にはトークンを利用するようになった。1992年にはメトロカードが導入され、2003年にトークンでの支払いが終了した。

### 非接触型決済システム導入試験
マスターカードとシティバンクはPayPassという非接触型決済システムの試験に資金を提供した。試験は2006年7月よりIRTレキシントン・アベニュー線全駅とボロー・ホール/コート・ストリート駅、コート・スクエア駅の25駅で行われた。試験の対象者は一部のシティバンクのカード所有者に限られていたが、当初の試験終了日である2006年12月から期間が延長されるほど人気を博した。この試験の成功から、2010年6月から11月にかけて新たに試験が行われた。2010年の試験は当初2006年と同じくマスターカードのみの対応であったが、8月よりVisa payWaveに対応した。2010年の試験では地下鉄のみならず、最終的に複数のマンハッタンのバス路線、ニュージャージー・トランジットの一部バス路線及びほとんどのPATHの駅でも使用できるようになった。

## 計画

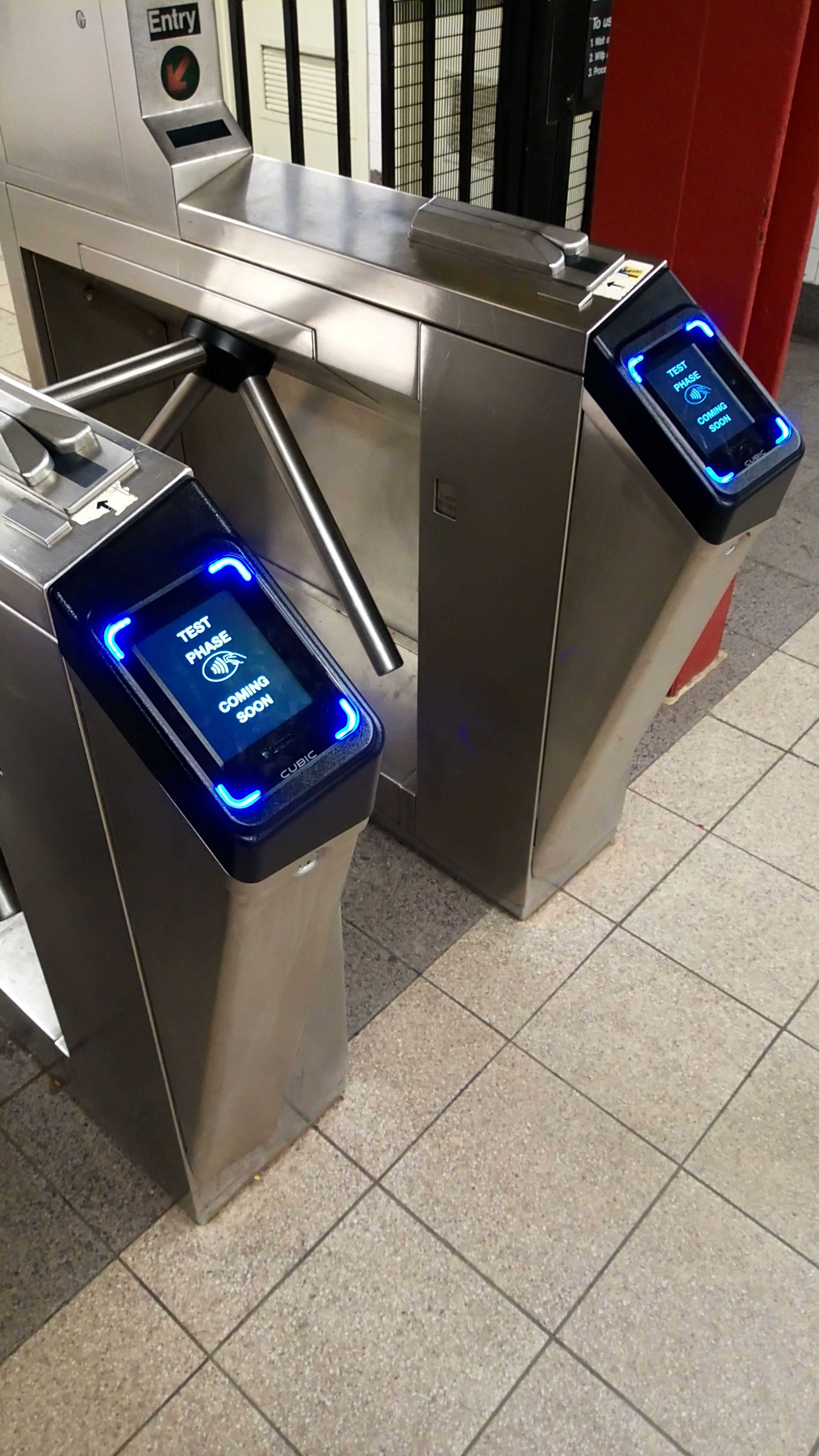
キャナル・ストリート駅に設置されたOMNY対応自動改札機。2019年撮影

2016年、MTAはメトロカードに代わる新しい非接触型決済システムの設計を開始すると発表した。新決済システムは当初2018年に部分的に導入を開始し、2022年までに全ての交通機関に導入する計画であった。2017年10月、MTAはマンハッタンの14駅にロングアイランド鉄道とメトロノース鉄道で既に使用されている電子チケット、eTix対応改札機の設置を開始した。このシステムは元々MTAの従業員専用であった。
2017年10月23日、メトロカードは2023年までに段階的に廃止され、メトロカードと同じキュービック・トランスポーテーション・システムによる非接触型決済システムに置き換えられることが発表された。運賃の支払いにはGoogle Pay、Apple Pay、Samsung Pay、近距離無線通信が可能なデビット/クレジットカード、RFIDカードを使用して行われる。しかし、新しい改札機がハッキングされ、クレジットカードや電話の情報が盗まれる可能性があるとして新決済システムは批判された。新システムはライセンス供与されたロンドン交通局のオイスターカードの技術を使用して開発された。

## 運用開始

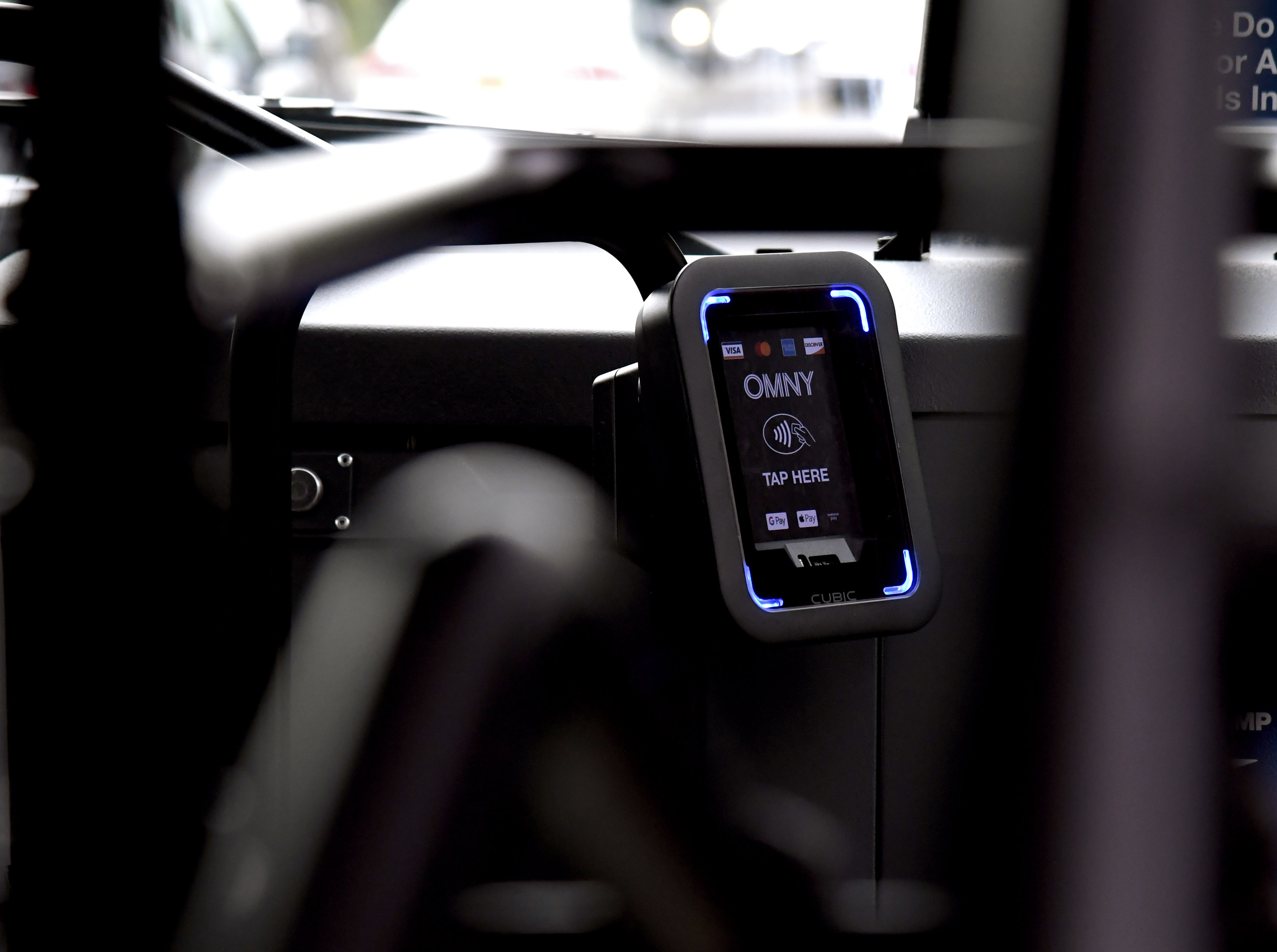
スタテンアイランドのバス車両に搭載されたOMNYリーダー。

2018年6月、MTAは新決済システムの実装計画を改訂した。この改訂では実装第1段階は2019年5月に行われ、第2段階は2020年10月までに全地下鉄駅にOMNYリーダーを導入、第3段階は2021年2月までにプリペイドOMNYカードを発売、第4段階は2022年3月までにOMNY自動券売機を設置し:13、メトロカードは2023年に廃止される予定とされた。
当初、新決済システムの名称をどうするかについて意見の相違があった。一部の幹部はメトロカードに似た伝統的な名前を望み、また他の幹部はもっと変わった名前を望んでいた。名称としては「MetroTap」、「Tony」、「Liberty」、「Pretzel」など様々な案が出されたが、最終的に"モダンで普遍的な" (modern and universal) ものとして「OMNY」の名前が付けられ、2019年2月に新決済システムの名称がOMNYとなったことが発表された。「OMNY」は「One Metro New York」の頭字語で、将来的にニューヨーク都市圏全体で用いることのできる運賃決済システムとなることを意味している。
2019年3月に開始された社内試験には、1100人を超えるMTA従業員と300人の一般参加者が参加した。 地下鉄駅やバスに1200機以上のOMNYリーダーが設置され、OMNY.infoのウェブサイトが作成された:14–15。運用開始の数週間前までに、総予算6億4470万ドルのうち8540万ドルがプロジェクトに費やされていた:14。その後、予算は2020年6月までに6億7700万ドル、2020年11月までに7億3200万ドル:37、2021年6月までに7億7200万ドルにまで増加した:83。

### バス・高速輸送機関
2019年5月のプレゼンテーションで、MTAキャピタル・プログラム監督委員会は当時実装日時は未定であった項目を発表。モバイルアプリを起動しアクセス-A-ライドバスでOMNYカードを使用して運賃を支払うことが可能になること、セレクト・バス・サービスにOMNYリーダーを追加し車両の全てのドアから乗車が可能となることが発表された:17。一方で委員会は一部の銀行のカードが対応していないこと、従来の磁気ストライプ式のメトロカードに比べて改札機での読み取りに時間が掛かることから改札口での混雑が悪化する恐れがあるとの懸念も示した。セレクト・バス・サービスでの全ドアからの乗車は2020年7月20日に可能となった。
2019年5月31日、OMNYはスタテンアイランドのバス路線と地下鉄の16駅で一般開放された。当初、OMNYは非接触型銀行カードとApple PayやGoogle Payなどのモバイル決済にのみ対応し、従来のメトロカードで可能であった乗り継ぎも可能であった。2019年6月と7月に、マスターカードはOMNYの宣伝のために"FarebackFridays"というキャンペーンを行った。このキャンペーンでは金曜日にOMNYを使用して支払われた運賃が最大2回分返金された。OMNYは導入から10週間で100万回、16週間で200万回使用された:58。6月のある日には、82ヶ国で発行された銀行カードで18,000回の利用が記録された。
2019年11月、MTAは最初の導入拡大を発表した。翌月には新たに地下鉄48駅にOMNYリーダーが導入され、システムが行政区5区全てに導入されたほか、2020年1月までにマンハッタンのバス路線にも導入された:57。更にMTAは、セレクト・バス・サービスでパイロットプログラムを開始し、セルフサービス機能を追加した:60。ここまでに、111ヶ国の銀行カードを持った300万人以上の乗客がOMNYを使用していた:58。2019年12月にスタテンアイランド鉄道にOMNYが導入されたことにより、スタテンアイランドの公共交通機関は全てOMNYに対応した。2020年1月、MTAの関係者はOMNYが500万回使用され、月末までに新たに地下鉄60駅に導入すると発表した。更に、MTAはOMNYのマーケティングキャンペーンを開始した。翌月に更に拡大した後、OMNYに対応した地下鉄駅は180駅以上あり、OMNYは700万回以上使用されていた。3月に更なる拡大が発表されるまでに、これは1000万回にまで増加した。
2020年3月から6月までの間、ニューヨーク市でのCOVID-19パンデミックによりOMNYの拡大は中止された。パンデミックにより、全ての地下鉄駅とMTAバス路線でOMNYが導入される予定日が2020年10月から12月に延期された。マンハッタン区内でのOMNYの導入は2020年7月に完了した:29。
同年9月までに、ブロンクス、マンハッタン、スタテンアイランドの全駅を含む、地下鉄駅全体の3分の2の駅にOMNYが導入された。2020年11月の時点で、地下鉄駅には3,900機のOMNYリーダーが設置されていた。また、保有台数全体の44.9%に相当する2,666台のバス車両に6,400機のOMNYリーダーが設置されていた:29。12月までにOMNYは全体の97%である地下鉄458駅に導入され、3000万回使用された。2020年12月31日、MTAはIRTイースタン・パークウェイ線イースタン・パークウェイ-ブルックリン美術館駅へのOMNYリーダー導入をもって全地下鉄駅及び全MTAバス路線でのOMNY導入が完了したと発表した。当初、乗り放題のオプションは導入されていなかったが、2022年2月28日の午前0時から利用可能となった。
2021年7月までにバス、地下鉄、スタテンアイランド鉄道で支払われた運賃全体の6分の1がOMNYを通じて支払われ、1億ドルの運賃がOMNYを使用して支払われた。2021年10月、MTAはCVS/ファーマシー、セブン-イレブン、デュアン・リード、ボデガ、CFSCチェック・キャッシング、メトロカードを販売していたドルストアなど、ニューヨーク市内の特定の小売店で標準デザインのOMNYカードの販売を開始した。またMTAは、2022年9月に駅構内の自動券売機での発売開始を計画した。記念デザインのOMNYカード及び学生、高齢者、MTA従業員などの特別運賃のOMNYは、OMNYカード導入当初には利用できなかった。また、割引運賃は2021年末になっても利用できなかった。OMNYカードでの支払いは、運用開始後の数ヶ月間はほとんど使用されなかった。2022年2月までにカードで支払われた運賃はOMNY全体で支払われた運賃の1%未満に留まり、販売されたカードは僅かに4,367枚であった。

### PATH・通勤鉄道
2019年、MTAは今後数年間にわたってロングアイランド鉄道とメトロノース鉄道でもOMNYを使用可能とする予定であるとした。2019年6月、ニューヨーク・ニュージャージー港湾公社はPATHにOMNYを導入するためにMTAと協議中であると発表した。なお、ニュージャージー・トランジットではOMNYは導入されない。ニュージャージー・トランジットでは別の請負業者による新運賃支払いシステムを導入予定である。
ロングアイランド鉄道とメトロノース鉄道へのOMNYの導入計画は、2020年11月の時点で未だ改訂中であった:31。COVID-19のパンデミックにより通勤鉄道でのOMNYの導入を2021年2月から2022年6月まで延期し、OMNY自動券売機の設置を2022年3月から2023年6月まで延期した:29。2021年6月時点で通勤鉄道の移動式発券システムと自動券売機の導入に遅れがあった。MTAの独立したエンジニアリングコンサルタントによると、この影響で2023年7月の当初のOMNY導入完了予定日から6ヶ月ほど遅れる可能性があるとされる:82。2022年2月までに、ロングアイランド鉄道でのOMNYの導入は2023年から2024年へ延期された。

### その他の交通機関
OMNYは展開の一環としてビー-ラインバスや、ナッソー・インター-カウンティ・エクスプレス、ルーズベルト・アイランド・トラムウェイなどのメトロカードで利用できる交通機関においてメトロカードを置き換えることが期待されている。2022年の時点で、ビー-ラインバスではOMNYが2022年内に導入を開始することを期待しており、ナッソー・インター-カウンティ・エクスプレスでは2023年に導入される予定となっている。ルーズベルト・アイランド・トラムウェイでは、MTAにより2022年末までにOMNYが導入されることが発表されている。

### 導入の時系列
以下のリストはOMNYリーダーが各バス路線と地下鉄駅に導入された時系列を示したものである。緑色の行は、当該地下鉄路線全線においてOMNYが導入されたことを示している。
| 路線                                       | 駅 | 系統                   | 備考                  |
| ------------------------------------------ | --- | ---------------------- | --------------------- |
| IRTイースタン・パークウェイ線              | ボロー・ホール駅、ネヴィンズ・ストリート駅、アトランティック・アベニュー-バークレイズ・センター駅                                     |                        | 2019年5月             |
| IRTレキシントン・アベニュー線              | ボウリング・グリーン駅 - グランド・セントラル-42丁目駅間                                                                              |                        | 2019年5月             |
| スタテンアイランドの各停バス・急行バス路線 | |                        | 2019年5月             |
| BMT4番街線                                 | 86丁目駅 |                        | 2019年12月            |
| BMT/IND アーチャー・アベニュー線           | サットフィン・ブールバード-アーチャー・アベニュー-JFKエアポート駅                                                                     |                        | 2019年12月            |
| IND8番街線                                 | 34丁目-ペン・ステーション駅 |                        | 2019年12月            |
| IRT42丁目シャトル                          | タイムズ・スクエア駅、グランド・セントラル駅                                                                                          |                        | 2019年12月            |
| IRTブロードウェイ-7番街線                  | サウス・フェリー/ホワイトホール・ストリート駅 - 59丁目-コロンバス・サークル駅間                                                       |                        | 2019年12月            |
| IRTジェローム・アベニュー線                | 138丁目-グランド・コンコース駅 - ウッドローン駅間                                                                                     |                        | 2019年12月            |
| IRTレキシントン・アベニュー線              | レキシントン・アベニュー-53丁目/51丁目駅 - 125丁目駅間                                                                                |                        | 2019年12月            |
| スタテンアイランド鉄道                     | セント・ジョージ駅、トンプキンスヴィル駅                                                                                              |                        | 2019年12月            |
| IND6番街線                                 | 47丁目-50丁目-ロックフェラー・センター駅 - ブロードウェイ-ラファイエット・ストリート駅間                                              |                        | 2020年1月             |
| IRTブロードウェイ-7番街線                  | 66丁目-リンカーン・センター駅 - ヴァン・コートラント・パーク-242丁目駅間                                                              |                        | 2020年1月             |
| IND8番街線                                 | インウッド-207丁目駅 - ハイ・ストリート駅間                                                                                           |                        | 2020年1月             |
| 複数路線                                   | ジェイ・ストリート-メトロテック駅 |                        | 2020年1月             |
| 複数路線                                   | 7番街駅 |                        | 2020年1月             |
| IRTホワイト・プレーンズ・ロード線          | 3番街-149丁目駅 - ウェイクフィールド-241丁目駅間                                                                                      |                        | 2020年2月             |
| IRTペラム線                                | 3番街-138丁目駅 - ペラム・ベイ・パーク駅間                                                                                            |                        | 2020年2月             |
| マンハッタンのバス路線                     | マンハッタンのバス路線 | マンハッタンのバス路線 | 2020年3月             |
| INDフルトン・ストリート線                  | ホイト-スカーマーホーン・ストリーツ駅 - ユークリッド・アベニュー駅間                                                                  |                        | 2020年3月             |
| IRTブロードウェイ-7番街線                  | ウォール・ストリート駅、クラーク・ストリート駅                                                                                        |                        | 2020年3月             |
| IRTダイアー・アベニュー線                  | モリス・パーク駅 - イーストチェスター-ダイアー・アベニュー駅間                                                                        |                        | 2020年3月             |
| IRTイースタン・パークウェイ線              | ホイト・ストリート駅 |                        | 2020年3月             |
| IRTフラッシング線                          | メッツ-ウィレッツ・ポイント駅、フラッシング-メイン・ストリート駅                                                                      |                        | 2020年3月             |
| IRTレノックス・アベニュー線                | セントラル・パーク・ノース-110丁目駅 - ハーレム-148丁目駅間                                                                           |                        | 2020年3月             |
| BMTアストリア線                            | クイーンズボロ・プラザ駅 - アストリア-ディトマース・ブールバード駅間                                                                  |                        | 2020年6月             |
| BMTブロードウェイ線                        | 49丁目駅 - 5番街-59丁目駅間 |                        | 2020年6月             |
| BMTフランクリン・アベニュー線              | プロスペクト・パーク駅 - パーク・プレイス駅間                                                                                         |                        | 2020年6月             |
| INDロッカウェイ線                          | ハワード・ビーチ-JFKエアポート駅 |                        | 2020年6月             |
| IND6番街線                                 | ヨーク・ストリート駅 |                        | 2020年6月             |
| IRTフラッシング線                          | 34丁目-ハドソン・ヤード駅 - 111丁目駅間                                                                                               |                        | 2020年6月             |
| 63丁目線                                   | レキシントン・アベニュー-63丁目駅 |                        | 2020年6月末までに導入 |
| IND2番街線                                 | 72丁目駅 - 96丁目駅間 |                        | 2020年6月末までに導入 |
| INDコンコース線                            | 155丁目駅 - ノーウッド-205丁目駅間 |                        | 2020年7月             |
| INDクイーンズ・ブールバード線              | 5番街/53丁目駅 - グランド・アベニュー-ニュータウン駅間                                                                                |                        | 2020年7月             |
| IRTイースタン・パークウェイ線              | バーゲン・ストリート駅 - クラウン・ハイツ-ユーティカ・アベニュー駅間                                                                  |                        | 2020年7月             |
| IRTニューロッツ線                          | サッター・アベニュー-ラトランド・ロード駅 - ニューロッツ・アベニュー駅間                                                              |                        | 2020年7月             |
| IRTノストランド・アベニュー線              | プレジデント・ストリート駅 - フラットブッシュ・アベニュー-ブルックリン・カレッジ駅間                                                  |                        | 2020年7月             |
| マンハッタンの各停バス路線                 | |                        | 2020年7月             |
| 63丁目線                                   | ルーズベルト・アイランド駅、21丁目-クイーンズブリッジ駅                                                                               |                        | 2020年8月             |
| BMTカナーシー線                            | 3番街駅 - ベッドフォード・アベニュー駅間                                                                                              |                        | 2020年8月             |
| INDクイーンズ・ブールバード線              | ウッドヘイブン・ブールバード駅 - ジャマイカ-179丁目駅間                                                                               |                        | 2020年8月             |
| BMT/IND アーチャー・アベニュー線           | ジャマイカ-ヴァン・ウィック駅、ジャマイカ・センター-パーソンズ/アーチャー駅                                                           |                        | 2020年8月             |
| BMTナッソー・ストリート線                  | ブロード・ストリート駅 - バワリー駅間                                                                                                 |                        | 2020年8月             |
| IND6番街線                                 | 2番街駅 - イースト・ブロードウェイ駅間、グランド・ストリート駅、57丁目駅                                                              |                        | 2020年8月             |
| BMTカナーシー線                            | ロリマー・ストリート駅 - カナーシー-ロッカウェイ・パークウェイ駅間                                                                    |                        | 2020年9月             |
| BMTジャマイカ線                            | マーシー・アベニュー駅 - 121丁目駅間                                                                                                  |                        | 2020年9月             |
| INDカルバー線                              | バーゲン・ストリート駅 - スミス・ストリート-9丁目駅間                                                                                 |                        | 2020年9月             |
| BMTマートル・アベニュー線                  | セントラル・アベニュー駅 - ミドル・ヴィレッジ-メトロポリタン・アベニュー駅間                                                          |                        | 2020年10月            |
| 複数路線                                   | ディカルブ・アベニュー駅 |                        | 2020年10月            |
| INDクロスタウン線                          | 21丁目駅 - フルトン・ストリート駅間                                                                                                   |                        | 2020年10月            |
| INDカルバー線                              | 4番街駅 - コニー・アイランド-スティルウェル・アベニュー駅間                                                                           |                        | 2020年10月            |
| BMTブライトン線                            | 7番街駅 - アベニューJ駅間 |                        | 2020年10月            |
| ブロンクスの各停バス路線                   | |                        | 2020年10月            |
| BMTブライトン線                            | アベニューM駅 - オーシャン・パークウェイ駅間                                                                                          |                        | 2020年11月            |
| INDフルトン・ストリート線                  | グラント・アベニュー駅 - オゾン・パーク-レファーツ・ブールバード駅間                                                                  |                        | 2020年11月            |
| INDロッカウェイ線                          | アケダクト競馬場駅、アケダクト-ノース・コンジット・アベニュー駅、ブロード・チャンネル駅 - ファー・ロッカウェイ-モット・アベニュー駅間 |                        | 2020年11月            |
| INDロッカウェイ線                          | ビーチ90丁目駅 - ロッカウェイ・パーク-ビーチ116丁目駅間                                                                               |                        | 2020年11月            |
| BMT4番街線                                 | ユニオン・ストリート駅 - ベイ・リッジ-95丁目駅間                                                                                      |                        | 2020年11月            |
| BMTウェスト・エンド線                      | 9番街駅 - 79丁目駅間、ベイ50丁目駅 |                        | 2020年11月            |
| IRTイースタン・パークウェイ線              | イースタン・パークウェイ-ブルックリン美術館駅                                                                                         |                        | 2020年12月            |
| BMTウェスト・エンド線                      | 18番街駅 - 25番街駅間 |                        | 2020年12月            |
| BMTシー・ビーチ線                          | 8番街駅 - 86丁目駅間 |                        | 2020年12月            |
| クイーンズとブルックリンのバス路線         | |                        | 2020年12月            |

## カード
標準のOMNYカードは、購入から7年間有効である。カードには前面と背面に2つのバーコードがある。標準のカードでは前面の半分にバーコード、残りの半分には黒地に白で描かれたOMNYのロゴが、裏面にはカード番号、セキュリティコード、有効期限、その他バーコードが記載されている。

## 運賃

### 運賃決済媒体
2022年6月現在ニューヨーク市の交通機関で利用可能な運賃決済媒体とその利用可能範囲は以下の通りである。
|                                             | メトロカード | 現金        | OMNY     | スマートリンク |
| ------------------------------------------- | ------------ | ----------- | -------- | -------------- |
| MTA各停バス                                 | チェック     | [ 注釈 7 ]  | チェック | ×              |
| MTA急行バス                                 | チェック     | ×           | チェック | ×              |
| ニューヨーク市地下鉄                        | チェック     | [ 注釈 8 ]  | チェック | ×              |
| スタテンアイランド鉄道                      | チェック     | [ 注釈 8 ]  | チェック | ×              |
| PATH                                        | [ 注釈 10 ]  | [ 注釈 8 ]  | ×        | チェック       |
| ルーズベルト・アイランド・トラムウェイ      | チェック     | [ 注釈 8 ]  | ×        | ×              |
| エアトレインJFK                             | チェック     | [ 注釈 8 ]  | ×        | ×              |
| ナッソー・インター-カウンティ・エクスプレス | チェック     | チェック    | ×        | ×              |
| ビー-ラインバス                             | チェック     | [ 注釈 11 ] | ×        | ×              |

NYCフェリーの運賃は、メトロカード、OMNY、または市内の他の交通手段と互換性のないチケットを使用して支払う。

### 基本運賃
以下の表の運賃は全てアメリカドル表記である。身長44インチ (110 cm) 以下の子供は料金を支払う乗客と一緒に乗車する場合は運賃が無料となる。なお、NYCフェリーを除き運賃を支払う乗客1人に対して無料となる子供は3人までとなる。
| 交通機関 | 運賃形態                                            | 運賃  | 備考                                                                    |
| --- | --------------------------------------------------- | ----- | ----------------------------------------------------------------------- |
| MTAバス/NYCバス (各停、リミテッド、セレクト・バス・サービス) ビー-ラインバス (BxM4C系統を除く) ナッソー・インター-カウンティ・エクスプレス PATH、ニューヨーク市地下鉄、スタテンアイランド鉄道 ルーズベルト・アイランド・トラムウェイ | 正規                                                | $2.75 | シングルライド券を購入する場合は$3.00 PATHシングルライド券の場合は$2.75 |
| MTAバス/NYCバス (各停、リミテッド、セレクト・バス・サービス) ビー-ラインバス (BxM4C系統を除く) ナッソー・インター-カウンティ・エクスプレス PATH、ニューヨーク市地下鉄、スタテンアイランド鉄道 ルーズベルト・アイランド・トラムウェイ | 割引                                                | $1.35 | PATHのシニア・スマートリンクを使用した場合$1.25                         |
| 急行バス(MTA) | 正規                                                | $6.75 |                                                                         |
| 急行バス(MTA) | 割引 (オフピーク)                                   | $3.35 |                                                                         |
| BxM4C系統のバス | 正規                                                | $7.50 |                                                                         |
| BxM4C系統のバス | 割引 (オフピーク)                                   | $3.75 |                                                                         |
| 学生用メトロカード | 正規                                                | 無料  |                                                                         |
| ナッソー・インター-カウンティ・エクスプレス学割運賃 | ナッソー・インター-カウンティ・エクスプレス学割運賃 | $2.25 |                                                                         |
| NYCフェリー | NYCフェリー                                         | $2.75 | 自転車を積み込む場合$3.75                                               |
| エアトレインJFK | エアトレインJFK                                     | $8.00 |                                                                         |
| アクセス-A-ライド (ニューヨーク市補助交通機関) | アクセス-A-ライド (ニューヨーク市補助交通機関)      | $2.75 |                                                                         |
| エイブル-ライド (ナッソー郡補助交通機関) | エイブル-ライド (ナッソー郡補助交通機関)            | $3.75 | 20枚綴り$75                                                             |
| 備考: - スタテンアイランド鉄道で改札機が設置されているのはセント・ジョージ駅、トンプキンスヴィル駅の2駅のみ。このため両駅では入退場双方で運賃が引き落とされる。なお、両駅間を直通乗車する場合は退場時に運賃が引き落とされないようになっている(p5)。 - 急行バスのピーク時間帯は平日6時 - 10時と15時 - 19時である。 - ニューヨーク市の学校が配布する学生用メトロカードは、ニューヨーク市内のMTA各停/リミテッドバス、セレクト・バス・サービス及びニューヨーク市地下鉄において開校日の午前5時30分から午後8時30分の間に限り有効。 - 特別な状況では、他のサービスのメトロカードが利用できる場合がある。 - 追加の利用規約及び使用制限が適用される。 - ナッソー・インター-カウンティ・エクスプレス学割運賃の適用には、学校で要求に応じて学生に発行されるNICE学生パスが必要。自宅と学校間の往復のみ、学年度中の平日の午前6時から午後7時の間に限り有効。 |                                                     |       |                                                                         |

### 乗り放題
2022年2月28日以降、OMNYには月曜日から日曜日間の運賃上限が適用されている。OMNYを利用する乗客はバス、地下鉄及びスタテンアイランド鉄道の基本料金を1週間 (月曜日から日曜日まで)、7日間乗り放題メトロカードの料金に相当する金額まで支払うと、それ以降の乗車について運賃が自動的に無料となる。2022年3月の時点で正規料金の乗客が1週間に12回、計33ドルを支払うと乗り放題となる。割引料金の乗客は1週間に12回、計16.20ドルを支払うと乗り放題となる。このため従来のメトロカードにあった7日間乗り放題 急行バスプラスや30日間乗り放題のオプションはOMNYでは利用できない。
| 乗り放題 | 運賃形態                         | 価格   |
| --- | -------------------------------- | ------ |
| 7日間乗り放題(及びOMNYの運賃上限) | 正規                             | $33    |
| 7日間乗り放題(及びOMNYの運賃上限) | 割引 (メトロカード)              | $16.50 |
| 7日間乗り放題(及びOMNYの運賃上限) | 割引 (OMNY)                      | $16.20 |
| 30日間乗り放題 | 正規                             | $127   |
| 30日間乗り放題 | 割引                             | $63.50 |
| 1日乗り放題スマートリンク | 1日乗り放題スマートリンク        | $10    |
| 7日間乗り放題スマートリンク | 7日間乗り放題スマートリンク      | $34.50 |
| 30日間乗り放題スマートリンク | 30日間乗り放題スマートリンク     | $106   |
| 7日間乗り放題 急行バスプラス | 7日間乗り放題 急行バスプラス     | $62    |
| エアトレインJFK回数券 (10枚綴り) | エアトレインJFK回数券 (10枚綴り) | $25    |
| エアトレインJFK 30日間乗り放題 | エアトレインJFK 30日間乗り放題   | $40    |
| NYCフェリー月額料金 | 大人                             | $121   |
| NYCフェリー月額料金 | 大人、自転車積み込み             | $141   |
| 備考: - 7日間乗り放題 急行バスプラスはMTA急行バスに乗車することのできる唯一の乗り放題オプションである。 - エアトレインJFK 30日間乗り放題カードはエアトレインJFKでのみ有効で、その他の交通機関では利用できない。 - 乗り放題メトロカードはBxM4C系統およびPATHでは利用できない。 - 乗り放題スマートリンクはPATHでのみ有効で、その他の交通機関では利用できない。 |                                  |        |

### 乗継割引
メトロカードとOMNYを利用した乗客はバスから地下鉄、各停バスと各停バス、地下鉄から各停バスへの乗継を1回無料で行うことができる。なお、地下鉄又は各停バス（BxM4C系統を除く）から急行バスへ乗り継ぐ場合、乗継料金4ドルが必要となる(p2)。運賃の支払いを現金で行う場合は降車時に運転手に乗り継ぐ旨を伝えることにより所定の各停バスと各停バスを乗り継ぐ場合のみ無料となる。全ての乗り継ぎは2時間18分以内で行う必要がある。乗継割引にはビー-ラインバスとナッソー・インター-カウンティ・エクスプレス、ルーズベルト・アイランド・トラムウェイが含まれている(p16)。
なお、BxM4C系統のバスはどの交通機関からも乗り継ぎを行えない。また、PATHもどの交通機関とも乗り継ぎを行えない。

#### 複数回の乗継割引
以下の乗り継ぎを順番に、もしくは逆順に行う場合は2回の乗り継ぎが無料となる。
- スタテンアイランドの各停バスからスタテンアイランド鉄道に乗り継ぎ、セント・ジョージ・ターミナルからスタテン島フェリーに乗船しスタテン・アイランド・フェリー・ホワイトホール・ターミナルで下船、ロウアー・マンハッタンで地下鉄もしくは各停バスに乗り継ぐ場合[注釈 13][105]。
- B61系統もしくはB62系統に接続するバスとの乗り継ぎ（最初にB61系統に接続するバスに乗車した場合はそのバス→B61系統→B62系統、最初にB62系統に接続するバスに乗車した場合はそのバス→B62系統→B61系統の順番の乗り継ぎ[106]）。
- Q29系統 - Q33系統 - Q72系統ラガーディア空港方面行きの乗り継ぎの場合。Q72系統レゴ・パーク方面行きへ乗り継ぐ場合は別料金となる[107]。
- S59系統又はS78系統 - S79系統 - ブルックリンで接続するバスまたは地下鉄間の乗り継ぎの場合[107]。
- n20G系統 - n20H系統又はn21系統 - 接続する任意のバス間の乗り継ぎの場合。

複数回乗継可能な区間はニューヨークシティ・トランジットの運賃表にも記載がある。

#### 乗り継ぎ制限
乗り継ぎには以下のように制限がある。なお乗り継ぎのルールはメトロカードとOMNYで同一となっている。

##### 地下鉄
ペイパーライド メトロカード又はOMNYを使用して地下鉄に乗車する場合、改札外乗換を行うことはできない。ただし、IRTレキシントン・アベニュー線・BMTブロードウェイ線レキシントン・アベニュー/59丁目駅と63丁目線レキシントン・アベニュー-63丁目駅間と、BMTカナーシー線リヴォニア・アベニュー駅とIRTニューロッツ線ジュニアス・ストリート駅間のみ改札外乗換となるが別料金はかからない。
2011年まではINDクイーンズ・ブールバード線23丁目-エリー・アベニュー駅とINDクロスタウン線ロングアイランド・シティ-コート・スクエア駅からIRTフラッシング線45番ロード-コート・ハウス・スクエア駅の間でも改札外乗換が認められていたが、2011年6月3日よりINDの駅とIRTの駅を結ぶ改札内連絡通路が開通したため通常の乗換駅扱いとなっている。
また、この他なんらかの事情（改装などに伴う駅の閉鎖など）により例外が追加される場合もある。

##### バス
ペイパーライド メトロカード及びOMNYを利用するバスの乗客は、最初に乗車した系統および以下の場合での乗り継ぎは不可能である。
- 最初に乗車したバスと反対方面行きのバスとの乗継ができない系統
  - M1, M2, M3, M4系統
  - M31, M57系統
  - M101, M102, M103系統
  - Bx1, Bx2系統
- 双方向の乗継ができない系統
  - M96, M106系統
  - Bx40, Bx42系統
- ナッソー・インター-カウンティ・エクスプレスにおいて最初に乗車したバスと接続しないバスへの乗り継ぎ[113]。
- 急行バス
  - BxM4C系統との乗り継ぎ[86][104]。
  - QM1系統、QM5系統、QM6系統、QM31系統、QM35系統、QM36系統間における反対方向行きとの乗り継ぎ。

##### 地下鉄 - バス間
次の例外を除き地下鉄とバスの乗り継ぎは行えない。
- B6系統、B82系統、B42系統とBMTカナーシー線をカナーシー-ロッカウェイ・パークウェイ駅で乗り継ぐ場合。この駅のバス停留所は改札内に位置するため改札口を通る必要がなくバスから地下鉄、地下鉄からバスへ乗り継ぐことが可能である。

##### NYCフェリー
NYCフェリーは、ニューヨーク市の他の交通機関とは別の運賃決済システムを使用しているため、メトロカードまたはOMNYを使用する他の交通手段への無料乗り継ぎはない。ただし、乗客は最初に利用する交通機関に乗車してから90分以内に有効な、接続しているNYCフェリーへの1回の無料乗継をリクエストすることができる。乗船前、船が到着した際に乗継用のチケットがチェックされる。

### メトロカードとの違い
OMNYはメトロカードと違い、OMNYカードの使用量を測定することができる。2021年10月、MTAはオイスターカードの運賃上限と同様に、OMNYにも運賃上限を有効にすることを検討した。この提案では、乗客が特定の期間に指定された回数より少ない回数の乗車をした場合はOMNYにMTAバスおよび地下鉄の乗車料金が請求されるが、その回数以降の乗車を行った場合は運賃を請求されなくなる。例えば乗車料金が2.75ドル、メトロカードの週あたりの上限運賃が33ドル（2021年10月現在）の場合、乗客が1週間に12回以下の乗車を行った場合は1回につき2.75ドルを支払うことになるが、33ドルを超過する13回目以降の乗車については運賃を請求されなくなる。2021年12月現在、運賃上限は2022年2月28日から6月30日までパイロットプログラムとして実施される予定となっている。

## 懸念事項
サーベイラン・テクノロジー・オーバーサイト・プロジェクト (STOP) はOMNYシステムにプライバシー規制がないこと、特にニューヨーク市警察が監視に使用したり、アメリカ合衆国移民・関税執行局と情報を共有して移民を追跡するなどの行為が行われる可能性があるという懸念を示している。
2020年2月、MTAはApple Payのエクスプレストランジット機能を使用しているメトロカード利用客において、誤って運賃が二重請求される可能性があると警告した。これは乗客が意図せずに携帯電話をOMNYリーダーの近くに置いた際に発生し、メトロカードとOMNYで別々に運賃が引き落とされる結果二重請求となるものである。警告が行われた時点ではこの問題は比較的稀なもので、30回発生したことが報告されている。